# Hövelhof
Hövelhof település Németországban, azon belül Észak-Rajna-Vesztfália tartományban. Lakosainak száma 16 704 fő (2023. december 31.). Hövelhof Verl, Schloß Holte-Stukenbrock, Paderborn, Bad Lippspringe, Schlangen és Delbrück községekkel határos.

## Népesség
A település népességének változása:
| Lakosok száma | 11 441 | 16 258 | 16 294 | 16 274 | 16 522 | 16 704 |
|               | 1975   | 2017   | 2019   | 2021   | 2022   | 2023   |